# 10424 Gaillard
10424 Gaillard eller 1999 BD5 är en asteroid i huvudbältet som upptäcktes den 20 januari 1999 av OCA–DLR Asteroid Survey (ODAS). Den är uppkallad efter amatörastronomen Boris Gaillard.
Asteroiden har en diameter på ungefär 7 kilometer.